# Čret Posavski
Čret Posavski – wieś w Chorwacji, w żupanii zagrzebskiej, w gminie Orle. W 2011 roku liczyła 91 mieszkańców.